# Vojni muzej u Parizu
Vojni muzej u Parizu (fra. Musée de l'Armée) jedan je od najvećih muzeja ovakve vrste u svijetu. U svojim mnogobrojnim odjelima prikazuje povijesna razdoblja iz francuske vojne i ratne povijesti. U njemu se nalaze predmeti iz vremena kraljeva, preko Revolucije i Napoleona sve do I. i II. svjetskog rata, tj. od oklopa i starog oružja sve do zastava, topova i odora.

### Unutarnje poveznice
- Vojni muzej u Beogradu
- Muzej Reda oslobođenja u Parizu

### Zajednički poslužitelj
|  | Zajednički poslužitelj ima stranicu o temi Musée de l'armée    |
|  | Zajednički poslužitelj ima još gradiva o temi Musée de l'armée |